# Liste der Kreml
Ein Kreml (russisch кремль) war in spätmittelalterlichen und frühneuzeitlichen russischen Fürstentümern und Republiken und später im Zarentum Russland eine Art Zitadelle, die das Zentrum alter Städte bildet. Innerhalb des Kremls befanden sich die für eine Stadt lebensnotwendigen Gebäude wie Munitionslager, Handwerksmeistereien, Kirchen und Verwaltungen. Die meisten Kreml wurden auf einer Anhöhe und in der Nähe eines Flusses erbaut. Daneben entwickelte sich der Possad, die Vorstadt. Zusammen mit dem Kreml bildet der Possad die Gesamtstadt (modernrussisch Gorod).
Der Begriff Kreml taucht erstmals in russischsprachigen Urkunden des 14. Jahrhunderts auf. Zur genauen Wortherkunft existieren mehrere Hypothesen, darunter die eines rein slawischen (Krem, Kremnik oder Krom ≈ „Schutzmauer“, „Festung“) sowie die eines altgriechischen Ursprungs (Krimnos ≈ „steiles Ufer“). Andere aus Urkunden bekannte Begriffe für einen befestigten Stadtkern waren Krom (unter dieser Bezeichnung ist vor allem der Pskower Kreml bekannt) sowie Detinez (wie der Nowgoroder Kreml teilweise bis heute genannt wird; Wortursprung möglicherweise vom altrussischen Ditja = „Kind“ im Sinne von „frisch entstandene, junge Stadt“).
Bis zum 14. Jahrhundert waren fast alle Zitadellen in russischen Landen aus Holz gebaut; aufgrund von Bränden, Kriegshandlungen und ähnlichem hat keine von ihnen bis heute überdauert. Erst nach dem 1367 erfolgten ersten Umbau des Moskauer Kremls in Stein erfuhr der massive Fortifikationsbau weite Verbreitung. Den Höhepunkt des Zitadellenbaus in Russland gab es Anfang des 16. Jahrhunderts, als das Großfürstentum Moskau durch die Anlage mehrerer Zitadellen dieser Art seine Außengrenzen sichern ließ.

## Erhaltene Kreml
Die nachfolgende Tabelle enthält alle bis heute erhaltenen Kreml, von denen also nicht nur Bauwerke im Inneren der Zitadelle (wie z. B. Kirchen oder Bischofsresidenzen), sondern auch Befestigungsanlagen (Mauer, Wachtürme) zumindest teilweise erhalten sind. Festungen, die rein kirchlichen Zwecken dienten (darunter Ensembles wie das Dreifaltigkeitskloster von Sergijew Possad, das ebenfalls über eine zitadellenähnliche Fortifikation verfügt, oder die ehemalige Metropolitenresidenz von Rostow, die oft dennoch als „Rostower Kreml“ bezeichnet wird), werden nicht mitaufgeführt.
| Bild | Name des Kremls          | Stadt            | Jahr der Fertigstellung | Fläche, ha | Maximale Höhe der Mauer, m | Maximale Breite der Mauer, m | Anmerkungen |
| ---- | ------------------------ | ---------------- | ----------------------- | ---------- | -------------------------- | ---------------------------- | --- |
|      | Moskauer Kreml           | Moskau           | 1499                    | 27,5       | 19                         | 6,5                          | Der Moskauer Kreml ist der bekannteste seiner Art weltweit, da er seit 1918 anfangs als Sitz der Sowjetregierung und heute als Arbeitsresidenz des Präsidenten Russlands das Machtzentrum des russischen Staates darstellt. Seit 1990 steht das Ensemble des Moskauer Kremls auf der UNESCO-Liste des Welterbes. |
|      | Nowgoroder Kreml         | Weliki Nowgorod  | 1430er-Jahre            | 12,1       | 15                         | 6,5                          | Der Nowgoroder Kreml wird im Russischen manchmal auch Detinez statt Kreml genannt. Der Begriff Detinez für eine Stadtbefestigung ist älteren Ursprungs als Kreml, was unter anderem darauf hindeutet, dass die Nowgoroder Zitadelle eine der ältesten erhaltenen Festungen Russlands ist. 1992 wurde sie als zweiter russischer Kreml in die UNESCO-Welterbeliste aufgenommen. |
|      | Kasaner Kreml            | Kasan            | 16.–17. Jh.             |            |                            | 6                            | Die Zitadelle entstand im Wesentlichen an der Stelle einer früheren Stadtfestung der Tataren. Als einziger russischer Kreml beherbergt der Kasaner Kreml unter anderem eine Moschee auf seinem Territorium. Seit 2000 steht er auf der UNESCO-Welterbeliste. |
|      | Tulaer Kreml             | Tula             | 1520                    | 6          | 10                         | 3,2                          | Der Kreml in Tula entstand als Teil der sogenannten Verhaulinien und sollte in dieser Funktion das Russische Reich vor Angriffen aus südlicher Richtung schützen. Die Befestigungsanlagen wurden nach dem Vorbild des Moskauer Kremls erbaut. Sie stellen heute die einzigen erhaltenen Bauwerke des Tulaer Kremls aus dem frühen 16. Jh. dar. |
|      | Astrachaner Kreml        | Astrachan        | 1589                    | 11         | 11,5                       | 5,2                          | Ähnlich dem Kasaner Kreml entstand auch die Zitadelle von Astrachan auf dem Gebiet eines vom Zarentum Russland eroberten Khanates. Ein Teil der Bausubstanz dieses Kremls stammt aus den Ruinen der zerstörten Tatarenstadt Sarai im Umland des heutigen Astrachan. |
|      | Nischni Nowgoroder Kreml | Nischni Nowgorod | 1515 oder früher        | 22,7       | 12                         | 4,5                          | Seinerzeit gehörte der Kreml von Nischni Nowgorod am Zusammenfluss der Oka mit der Wolga zu den größten und mächtigsten russischen Festungen. Mit seiner Lage an einem hohen und stellenweise sehr steilen Ufer der Oka kann der Nischni Nowgoroder Kreml als ein besonders repräsentatives Denkmal des russischen Fortifikationsbaus angesehen werden. Auf dem Gelände des Kremls steht eine der ersten steinernen Kirchen Russlands, die 1227 errichtete Erzengel-Michael Kathedrale. |
|      | Pskower Kreml            | Pskow            | 15. Jh.                 | 3          | 8                          | 6                            | Zusammen mit dem Kreml von Weliki Nowgorod gehört die Festung von Pskow zu den ältesten ihrer Art: Als russische Festung existierte sie bereits im 12. Jh., bis zum 15. Jh. entstanden die bis heute erhaltenen Fortifikationsanlagen. |
|      | Smolensker Kreml         | Smolensk         | 1602                    |            | 19                         | 5,2                          | Der heute nur noch in Fragmenten erhaltene Smolensker Kreml hatte im 17. Jh. als westlicher Festungsvorposten Moskaus eine herausragende militärische Bedeutung. Bedingt durch die häufigen Angriffe, zuletzt im Zweiten Weltkrieg, wurde er besonders häufig zerstört und wiederaufgebaut. |
|      | Kreml von Kolomna        | Kolomna          | 1531                    | 24         | 21                         | 4,5                          | Zusammen mit den Kreml von Tula, Saraisk und Rjasan (letzterer nicht erhalten) stellte die Zitadelle in Kolomna am Zusammenfluss der Moskwa mit der Oka einen Teil der Verhaulinie Moskaus zum Schutz von dessen Südgrenzen dar. Nach dem Verlust seiner militärischen Bedeutung wurde der Kreml so stark vernachlässigt, dass im 19. Jh. weniger als die Hälfte von den ursprünglichen Fortifikationsanlagen übrig blieb. Auf dem Gelände des Kremls befinden sich u. a. zwei Klöster. |
|      | Saraisker Kreml          | Saraisk          | 1531                    | 2,4        | 9                          | 3                            | Wie die nahe gelegenen Kolomna und Tula war auch Saraisk in das Schutzsystem der Verhaulinie eingebunden. Allerdings hatte es dort eine eher untergeordnete Bedeutung, daher ist der Saraisker Kreml, obwohl architektonisch an Moskau und Tula angelehnt, mit nur 2,4 Hektar Fläche einer der kleinsten aller erhaltenen russischen Kreml. |
|      | Kreml von Werchoturje    | Werchoturje      | 1698                    |            |                            |                              | Entstanden am Ende des 17. Jahrhunderts, als Werchoturje vorübergehend die führende russische Stadt im Ural war. Es ist heute der kleinste erhaltene russische Kreml. In den 2010er Jahren wurde der Kreml restauriert, die fehlenden Fragmente originalgetreu wiederhergestellt. |
|      | Tobolsker Kreml          | Tobolsk          | 1699                    |            |                            |                              | Der einzige steinerne Kreml Sibiriens (sofern man Werchoturje noch zum Ural zählt) stellt auch den jüngsten Kreml in Russland dar. Da seine militärische Bedeutung nach dem Bau rasch nachließ, wurde der Tobolsker Kreml lange Zeit dem Verfall preisgegeben. Erschwerend kam seine Lage an einem gelegentlich Erdrutschen ausgesetzten Hügel hinzu. |

## Ehemalige Kreml
Von den nachfolgenden Zitadellen sind keine oder kaum Reste von Fortifikationsbauten erhalten geblieben. Einige, wie beispielsweise der Susdaler Kreml, existieren jedoch als zusammenhängende architektonische Ensembles bis heute.

### Mit steinerner Befestigung
- Wologdaer Kreml (alter Kreml bestand bis Anfang des 19. Jh. Als Kreml von Wologda wird heute fälschlich auch die ehemalige Bischofsresidenz aus den Jahren 1671–75 bezeichnet.)
- Moschaisker Kreml
- Serpuchower Kreml (lediglich zwei kleine Mauerstücke sind bis heute erhalten)

### Mit steinerner und hölzerner Befestigung
- Sysraner Kreml
- Wjasmaer Kreml
- Wladimirer Kreml (erhalten ist das Goldene Tor und Teile der Erdwälle)
- Twerer Kreml

### Nur mit hölzerner Befestigung
- Alexandrower Kreml
- Belosersker Kreml
- Dmitrower Kreml

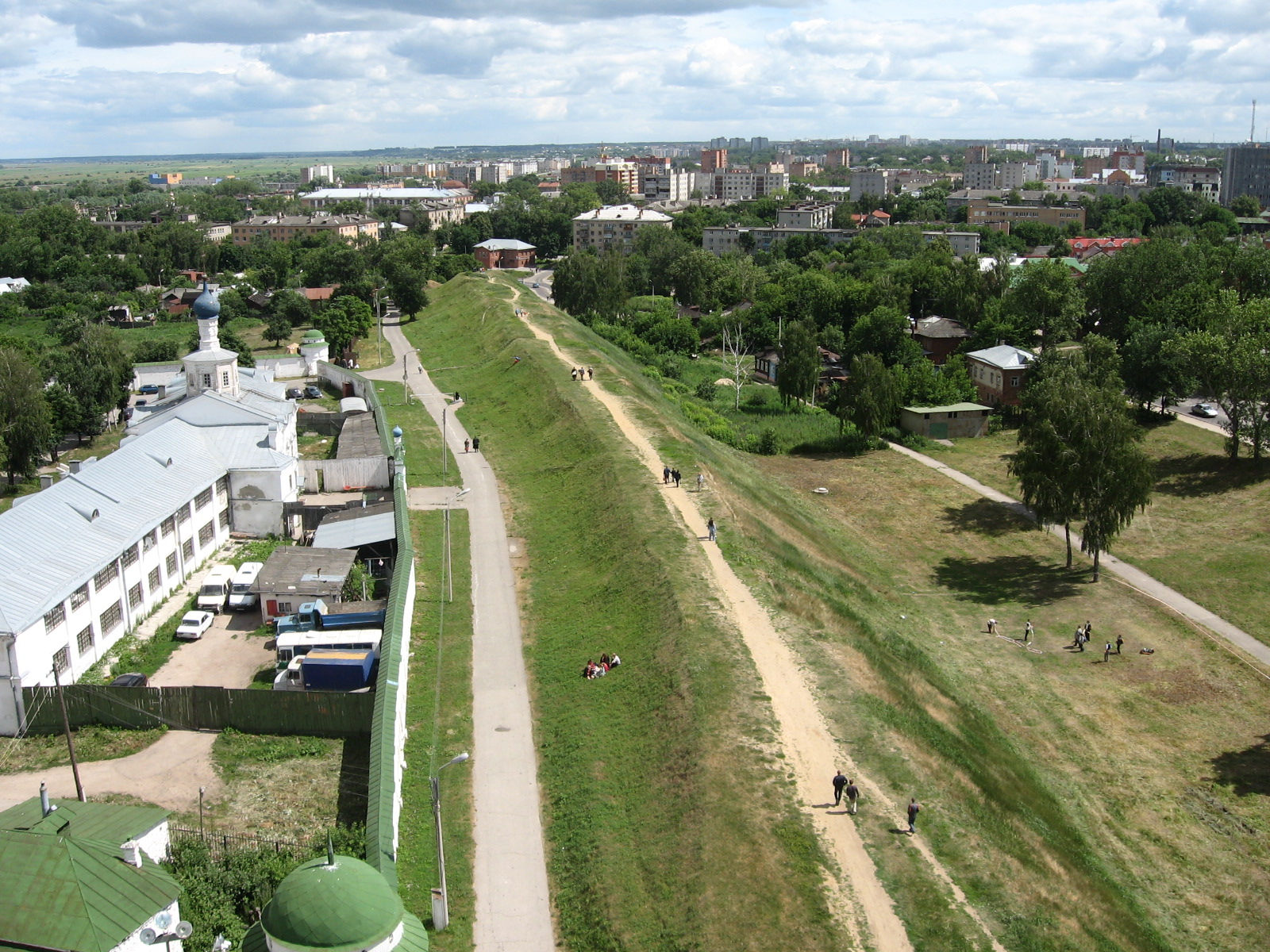
Ehemalige Erdwälle des Rjasaner Kremls

- Jaroslawler Kreml (manchmal wird das befestigte Erlöser-Verklärungs-Kloster im Stadtkern fälschlich als Kreml bezeichnet)
- Kreml von Jurjew-Polski
- Kalugaer Kreml
- Kostromaer Kreml
- Kreml von Pereslawl-Salesski
- Rjasaner Kreml
- Orjoler Kreml
- Rusaer Kreml
- Susdaler Kreml (das Ensemble innerhalb der einstigen Kremlmauern besteht teilweise bis heute, von der Fortifikation sind nur die Wälle erhalten)
- Swenigoroder Kreml
- Uglitscher Kreml
- Wolokolamsker Kreml